# Бог дождя (роман)
«Бог дождя» — дебютный роман русской писательницы Майи Кучерской, в центре которого — драматическая история любви прихожанки к её духовнику.
Опубликован в 2007 году в издательстве «Время», затем неоднократно переиздавался. Отмечен премией «Студенческий Букер» за 2007 год.

## История
В 1996 году Майя Кучерская написала повесть «История одного знакомства» о любви прихожанки к своему духовнику; повесть была опубликована в журнале «Волга» (1998. № 10. С. 14—101). Впоследствии писательница вернулась к этому сюжету и переработала повесть в роман, законченный в 2006 году и вышедший в 2007 году. Он стал второй книгой прозы Кучерской, посвящённой православной жизни (после «Современного патерика», получившего большой резонанс).
На вопросы в интервью об автобиографичности романа Майя Кучерская отвечала так: 
Переживания главной героини, её опыт вхождения в церковь — во многом, хотя и не во всем, автобиографичны. А сюжет, персонажи, диалоги — это уже из области художественной литературы, в которой реальность и вымысел смешаны до неразличимости.
Мне кажется, любой роман автобиографичен. Все наши письмена — это автопортреты души. И пересекаются не столько герои, сколько время. Время зафиксировано, как мне кажется, с документальной точностью. Конец 1980-х — начало 1990-х, именно так все и было, так вот, тогда жили люди моего круга — студенты филфака МГУ. Кто-то ходил на сейшны, хипповал, ездил по трассе, кто-то просто прилежно учился, кто-то крестился и начал новую церковную жизнь, молился, постился, как сумасшедший, а некоторые, кстати, пытались всё это соединять. И моя героиня именно из тех, кто хочет жить сразу всеми жизнями одновременно.
В 2007 году «Бог дождя» вошёл в длинный список премии «Русский Букер» и получил премию студенческого жюри — «Студенческий Букер», а также вошёл в короткий список премии «Книга года».
В 2008 году роман вошёл в короткий список премии «Ясная поляна» и длинный список премии «Национальный бестселлер».

## Сюжет
Москва, конец 1980-х гг. Окончив школу, Аня поступает на романо-германское отделение филфака МГУ. К началу второго курса она испытывает разочарование в учёбе, впадает в уныние и депрессию, которая усиливается после смерти её любимого преподавателя Журавского. Она едет на дачу, уверенная, что там её настигнет смерть, однако в момент наибольшего отчаяния чувствует присутствие Божие. Уверовав и заинтересовавшись православием, она вскоре принимает крещение (при поддержке школьного друга Глеба, глубоко верующего и воцерковленного). Крестивший её иеромонах Антоний становится её духовником.
Аня регулярно исповедуется отцу Антонию, однако ей не всегда хватает его внимания и его мнения по разным вопросам. Тем не менее, к третьему курсу она значительно ограничивает общение со знакомыми и почти не участвует в студенческих тусовках. Она также знакомится с Петрой (девушкой из её же школы, но старше), у которой собирается круг православный знакомых. После посещения нескольких новооткрытых монастырей, Аня подумывает бросить учёбу и переселиться в монастырь, но о. Антоний не благословляет её.
Постепенно Аня попадает во всё большую психологическую зависимость от о. Антония, они начинают иногда видеться и вне церкви, а потом часто созваниваться. Аня больше узнаёт о прошлом о. Антония, а также о его жизни вне храма (он живёт с соседом-алкоголиком, сам иногда выпивает дома, бывает мрачен и резок). Ей становится трудно воспринимать о. Антония и как друга, и как духовника, и она перестаёт ходить в храм. Тем временем о. Антоний начинает подолгу пропадать, не бывать в храме и не отвечать по телефону, что усугубляет страдания Ани. Она чувствует, что любит о. Антония и не может без него жить. Превозмогая отчаяние, она идёт на исповедь к другому священнику, который советует ей порвать все отношения с о. Антонием и не искать с ним встреч.
После пятого курса Аня с родителями уезжает в Канаду. Через два года она возвращается навестить знакомых и узнаёт, что о. Антоний больше не служит в их храме. Отыскав Петру в деревне, Аня понимает, что грудной ребёнок Петры — от о. Антония, с которым они сейчас живут вместе.

## Отзывы
- Елена Степанян[9]:

“бог дождя”… даже не о соблазне подзапретной любви, а о зябкости и слабости душ, тянущихся друг к другу. Неокрепших душ, пришедших к вере, да так и оставшихся неокрепшими. Роман писательницы говорит, что единение современных людей даже в Церкви, случается, происходит по касательной ко Христу. Люди то и дело ищут только людей, то есть тепла, а не огня.

…Ни на чём не настаивая, ничего безоговорочно не доказывая, Кучерская в своей небесспорной книге говорит о том, как тянет человека к другим людям, как он нуждается в них — даже в тех, кто остался почти незамеченным на пути жизни.
- Елена Зиновьева[10]:

…можно прочесть книгу и как роман о воспитании чувств, о сложном духовном становлении личности, о взрослении.

...Собственно, роман этот о проблемах юных: о непростом и долгом поиске смысла жизни, идеальных образцов, чуткого, все понимающего наставника. Это очень умный — и актуальный — разговор о Боге, о Церкви, о Священнике и Человеке, и он тем интереснее, что автор не предлагает готовых ответов, а только дает возможность читателю взглянуть на проблемы во все меняющихся ракурсах, подчас неожиданных, глубоких. Осмысленное, красивое слово, ясная, чистая речь, точный слог. Различные формы на сравнительно коротком пространстве: авторский текст, дневник, диалоги, телефонные разговоры. Крепкий, напряженный сюжет: следить за пробуждением души, за метаморфозами чувств героини, за её борьбой с отчаянием и холодом, что не однажды аккуратно и медленно затапливали её душу, не менее интересно, чем за событийным рядом.
- Светлана Шишкова-Шипунова[11]:

Итак, два молодых человека, “рождённые в СССР”, не имеющие необходимого опыта духовной жизни и необходимых (прививаемых с детства) навыков отправления религии, оказываются в лоне Церкви. Он — в роли священника, она — в роли прихожанки. Обе роли трудны, каждая по-своему, если, конечно, исполнять их всерьёз. Они и тщатся исполнять всерьез, намерения их чисты, но… духу не хватает, ноша оказывается непосильной.
...В конце концов, она после долгих колебаний уезжает с родителями в Канаду. Он бросает служить и женится на той самой Петре, она рожает ему ребёночка.
Таков, получается, итог их “воцерковления”. Попытка не удалась.

...Ему скорее подошел бы подзаголовок “Чтение для желающих впасть в уныние”. А уныние, как известно, один из тяжких грехов, так что не каждый читатель, закрыв книгу, скажет автору спасибо (разве что в смысле — спаси Бог).